# Alexandre Villaplane
Alexandre Villaplane (Argel, 12 de setembro de 1905 –– Arcueil, 26 de dezembro de 1944) foi um futebolista francês.
Villaplane iniciou sua carreira com apenas dezesseis anos, no Sète. Ficou no clube durante três temporadas e, após um período em inatividade de três, retornou atuando pelo Nîmes. Esteve presente na primeira edição do campeonato francês, atuando pelo Antibes, que acabou sendo rebaixado no final da temporada por corrupção.
Primeiro capitão da seleção francesa em uma Copa, na edição de 1930, Villaplane disputou vinte e cinco partidas com a camisa dos Bleus, porém, além de sua vida dentro de campo, Villaplane passava boa parte de seu tempo apostando em corridas de cavalos, o que mais tarde o levou a ser preso por conta de um escândalo.
Durante a Segunda Guerra Mundial, Villaplane cooperou com o nazismo, tendo sido um dos líderes da Brigada do Norte Africano, uma organização criminosa composta por imigrantes norte africanos, que colaborou com os nazistas através de atividades anti-resistência. A ferocidade de seus homens valeu uma alcunha nada interessante: SS Maomé. Ele foi condenado a morte em 1 de dezembro de 1944 por sua participação direta em pelo menos dez assassinatos. Vinte e seis dias depois foi fuzilado.